# Chatzakia balearica
Genre
Espèce
Chatzakia balearica, unique représentant du genre Chatzakia, est une espèce d'araignées aranéomorphes de la famille des Gnaphosidae.

## Distribution
Cette espèce est endémique des îles Baléares en Espagne. Elle se rencontre à Majorque et Ibiza.

## Description
Les mâles mesurent de 3,6 à 4,8 mm et les femelles de 4,0 à 5,1 mm.

## Étymologie
Son nom d'espèce lui a été donné en référence au lieu de sa découverte, les îles Baléares.
Ce genre est nommé en l'honneur de Maria Chatzaki.

## Publication originale
- Lissner, Bosmans & Hernández-Corral, 2016 : Description of a new ground spider from Majorca, Spain, with the establishment of a new genus Chatzakia n. gen. (Araneae: Gnaphosidae). Arachnology, vol. 17, no 3, p. 142-146.